# Berg- und Talwind-Zirkulation
Die Berg- und Talwind-Zirkulation ist ein im Gebirge oder Hügelland an Schönwettertagen bei geringer überregionaler Luftströmung auftretendes tagesperiodisches lokales Windsystem und damit eine typische Erscheinung für Gebirgsklimata. Der tagsüber aufwärts wehende Talwind wird angetrieben durch die infolge der Sonneneinstrahlung gegenüber der freien Atmosphäre stärkere Erwärmung der Hänge. Der Motor des vom späten Abend bis zum Morgen abwärts wehenden Bergwinds ist die gegenüber dem Tal stärkere Ausstrahlung und Abkühlung der Luft über den Hochflächen und Hängen. Die Berg- und Talwindzirkulation ähnelt dem Tageszyklus von Land- und Seewind, ist aber wegen der Vielfalt des Reliefs und der Überlagerung mit dem Hangauf- und -abwind komplizierter.

## Talwind
An einem von der Sonne beschienenen Berghang setzt nach Sonnenaufgang eine starke Erwärmung des Bodens ein, wodurch sich die bodennahe Luft rascher erwärmt als die hangfernere Luft. Luft kann – wie alle Gase – durch Strahlungswärme im Gegensatz zum Erdboden praktisch nicht erwärmt werden. Die bodennahen Luftschichten werden vom Erdboden aus durch Wärmeleitung erwärmt. Durch die Verringerung der Luftdichte (thermischer Auftrieb) setzt am Vormittag zunächst ein Hangaufwind ein. Seine maximale Geschwindigkeit beträgt im Regelfall 2 bis 3 km/h. Die aufsteigende Luft kühlt sich über dem Gebirgskamm ab und sinkt über dem ursprünglichen oder einem benachbarten Tal oder auch über dem Vorland wieder in tiefere Lagen ab. Um die aufgestiegenen Luftmassen zu ersetzen, stellt sich allmählich eine aus dem Vorland die Täler hinauffließende Ausgleichsströmung ein, der Talwind. Während des Nachmittags übertrifft dieser Wind mit etwa 20 km/h den Hangaufwind an Stärke. Um die Mittagszeit können sich abhängig von der Wetterlage (Schichtungsstabilität und Luftfeuchtigkeit) über den Berghängen Quellwolken bilden. Über den Tälern bleibt der Himmel wegen der absteigenden Tendenz der Luft dagegen wolkenlos. Der Talwind kann durch überregionalen Wind infolge des Druckausgleichs zwischen Hoch- und Tiefdruckgebieten verstärkt oder vermindert werden.

## Bergwind
Nach Sonnenuntergang kommen Hang- und Talwind langsam zum Erliegen. Nach kurzem Stillstand kehrt sich das Windsystem um. Die bodennahe Luft über den Hochebenen und den Berghängen kühlt sich durch die stärkere Ausstrahlung des Erdbodens schneller ab als die Luft über dem Tal in gleicher Höhe. Die nun kühlere, dichtere und somit schwerere Luft strömt die Hänge hinab und sorgt für frische Luft am Talgrund. Normalerweise ist der nächtliche Bergwind schwächer als der Talwind während des Tages. Da sich nachts im Talgrund ein Kaltluftsee bildet, spürt man dort den darüber hinwegstreichenden Bergwind kaum. In Talmitte kann sich eine Umkehrthermik bilden und gelegentlich kommt es durch die Strömungskonvergenz dazu, dass die Luft bis zum Kondensationsniveau aufsteigt und sich Wolken bilden, in diesem Fall meist kleinere, flache Quellwolken (Stratocumuli).